# Marienkirche (Rethem)

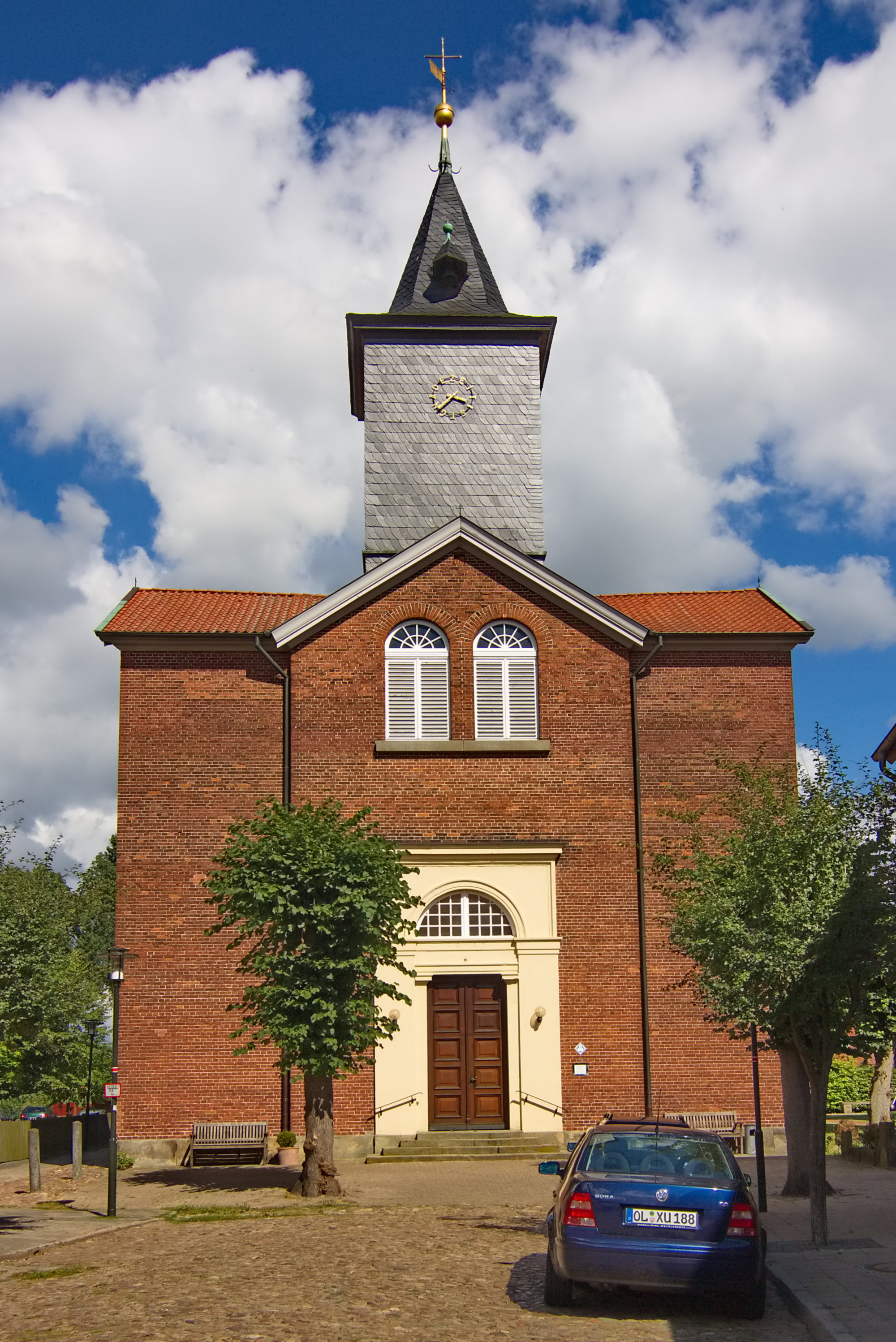
Marienkirche

Die evangelisch-lutherische denkmalgeschützte Marienkirche steht in Rethem, einer Stadt im Landkreis Heidekreis von Niedersachsen. Die Kirchengemeinde gehört zum Kirchenkreis Walsrode im Sprengel Lüneburg der Evangelisch-lutherischen Landeskirche Hannovers.

## Beschreibung
An dieser Stelle stand 1437 bereits eine Kapelle. Die klassizistische Saalkirche wurde ab 1837 von Ludwig Hellner gebaut und im Februar 1839 eingeweiht. Die Fassade im Westen besteht aus einem Risalit mit dem Portal vor dem Querschiff. Über der Vierung erhebt sich ein schiefergedeckter Dachreiter. Die Fassade im Osten ist durch eine zweigeschossige Ausbildung hervorgehoben. 
Der Innenraum hat umlaufende Emporen auf dorischen Säulen. Der Kanzelaltar ist korinthisch gegliedert. Die Säulen für die Empore, auf der die Orgel aus dem Jahre 1869 steht, bilden die Front eines Tempels. In den 1970er Jahren wurden an der Kirche umfangreiche Sanierungsarbeiten durchgeführt. In diesem Zusammenhang wurde der eigentliche Gottesdienstraum um eine Achse nach Westen verkürzt und im hinteren Teil der Kirche zwei Gemeinderäume geschaffen. Das jetzige Altarbild stammt aus dem Jahr 1980. Der alte Flügelaltar aus dem 16. oder 17. Jahrhundert findet sich nun rechts vom Eingang der Kirche. 